# Caroline Glick
Caroline Glick, född 1969 i Chicago, är en amerikanskfödd israelisk journalist, tidningsredaktör och författare. Hon skriver för Makor Rishon och är redaktör för The Jerusalem Post. Hon är bland annat känd för boken "The Israeli Solution: A One-State Plan for Peace in the Middle East", i vilken hon föreslår en enstatslösning för Israel/Palestina.  